# Bágyog
Bágyog Rábaszováttal Bágyogszovát néven egyesített egykori község Csornától keletre.

## Fekvése
Az egykori Bágyog község Sopron vármegyében, Csornától keletre fekszik, a Bősárkány-Kisbabot közti 8511-es út mentén. Ma Bágyogszovát része.

## Története
A Csornai járásbeli községet 1941-ben egyesítették Rábaszovát községgel, de rövidesen, 1946-ban ismét különváltak, azonban 1950-ben ismételten egyesítették őket. A lakosok a mezőgazdaság különböző ágaiból éltek. Főképp szarvasmarhát tartottak.
A falu földje jórészt a Győri egyházmegye tulajdonában állt. Az 1930-as évek közepén vezették be az áramot a községbe.
1923-tól kezdve a község plébánosa Nagy Gyula győri kanonok, aki a környékbeli települések hagyományait kutatta, gyűjtötte össze, majd publikálta.
1900-ban 716-an, 1930-ban 679-en, majd 1949-ben 691-en lakták a községet. A falusiak 99,8%-a római katolikus volt.

## Látványosságai

### Római katolikus templom
A templomot 1768 és 1772 között emeltették. Később több szoborral látták el.